# 小行星7575
小行星7575（英語：7575 Kimuraseiji）是一颗围绕太阳公转的小行星。1989年12月22日，串田嘉男、村松修在八之岳发现了此天体。
这颗小行星的绝对星等为185.27239等。